# 加茂村立月出中学校
加茂村立月出中学校（かもそんりつ つきでちゅうがっこう）は、千葉県市原郡加茂村月出（現：市原市月出）にかつて存在した公立中学校。1967年（昭和42年）7月31日をもって閉校した。

## 概要
市原郡南部の加茂村、現在は市原市の加茂地区となっている場所に位置する。学校教育法施行と共に加茂村立月出小学校に併設される形で開校した中学校であるが、生徒数減少のために加茂村立加茂中学校に統合されている。

## 沿革

### 概歴
学校教育法施行により、1947年（昭和22年）4月1日、里見村立月出中学校として里見村立月出小学校に併設する形で開校した。1954年（昭和29年）に、市町村合併により加茂村立月出中学校に改称したのち、生徒数の減少に伴い、1967年（昭和42年）に加茂村立加茂中学校に併合された。

### 年表
- 1947年（昭和22年）4月1日 - 里見村立月出中学校開校[1]。
- 1954年（昭和29年）1月15日 - 加茂村立月出中学校に改称[1]。
- 1967年（昭和42年）7月31日 - 閉校[1]。

## 通学区域
- 旧里見村の一部

## 小学校区
- 加茂村立月出小学校